# Debaryomycetaceae
Debaryomycetaceae Kurtzman & M. Suzuki – rodzina grzybów należąca do rzędu Saccharomycetales.

## Charakterystyka
Kurtzman i Suzuki utworzyli tę rodzinę na podstawie połączonego zestawu danych sekwencji genów z dużej podjednostki (LSU) i małej podjednostki (SSU) rRNA D1/D2. Należą do niej drożdże tworzące formy płciowe (teleomorfy). Taksony włączone do rodziny Debaryomycetaceae tworzą pseudostrzępki, a ich strzępki nie mają przegród. Większość gatunków z rodzaju Scheffersomyces posiada rzadką zdolność fermentowania D-ksylozy, co daje im potencjał ekonomiczny w zakresie produkcji bioetanolu z resztek odpadów roślinnych.
Gatunki z rodziny Debaryomycetaceae wyizolowano z szerokiej gamy substratów, takich jak gleba, woda, żywność, substraty roślinne i próbki pochodzące od zwierząt. Wiele z tych gatunków drożdży jest związanych z owadami żerującymi na drewnie, gatunki z rodzaju Scheffersomyces powszechnie występują np. w jelitach tych owadów.
Niektóre z wcześniej zaliczanych do tej rodziny 11 rodzajów przeniesiono do innych rodzin, w tym będący typem nomenklatorycznym rodzaj Debaryomyces.

## Systematyka
Pozycja w klasyfikacji według Index Fungorum: Saccharomycetales, Saccharomycetidae, Saccharomycetes, Saccharomycotina, Ascomycota, Fungi.
Takson utworzyli w 2010 r. Lynford J. Wickenham i Cletus Paul Kurtzman. Według Dictionary of the Fungi do rodziny Debaryomycetaceae należą rodzaje:
- Babjeviella Kurtzman & M. Suzuki 2010
- Blastodendrion M. Ota ex Cif. & Redaelli 1925
- Hemisphaericaspora F.L. Hui, Y.C. Ren, Liang Chen, Ying Li, Lin Zhang & Q.H. Niu 2014
- Meyerozyma Kurtzman & M. Suzuki 2010
- Millerozyma Kurtzman & M. Suzuki 2010
- Nematodospora Gouliam., R.A. Dimitrov, M.T. Sm., M. Groenew. & Boekhout 2016
- Priceomyces M. Suzuki & Kurtzman 2010
- Scheffersomyces Kurtzman & M. Suzuki 2010